# XXXV Reunião Ordinária do Conselho do Mercado Comum
A XXXV Reunião Ordinária do Conselho do Mercado Comum ocorreu em 30 de junho de 2008, na cidade de San Miguel de Tucúman, Argentina.

## Participantes
Representando os estados-membros e associados
- Luiz Inácio Lula da Silva
- Cristina Fernández de Kirchner
- Tabaré Vázquez
- Nicanor Duarte Fruto
- Hugo Chávez
- Evo Morales
- Michelle Bachelet

## Decisões
A reunião produziu 59 decisões.